# Jacques Grandami
Jacques Grandami (19 novembre 1588, Nantes - 12 février 1672, Paris), est un jésuite et un astronome.

## Biographie
Entré à la Compagnie de Jésus en 1607, il enseigne les lettres, la philosophie et la théologie dans divers collèges jésuites.
Il est successivement nommé recteur des collèges de Bourges, Rennes, La Flèche, Tours, Rouen.

## Activité scientifique
En astronomie, il soutient le système ptoléméen sur la base du magnétisme. Utilisant les nouvelles théories du magnétisme de Nicola Cabeo et Athanasius Kircher, il critique William Gilbert et Galilée.
Il a notamment recours à une observation de 1641 : un aimant sphérique flottant dans l'eau se maintient dans une position fixe et imperturbable, ses pôles alignés avec ceux du ciel. Grandami en déduit l'impossibilité de la rotation de la Terre sur elle-même.
Il fait des observations détaillées des comètes de 1664 et 1665.

## Correspondance
Descartes correspond avec lui (à Grandami, 2 mai 1644) et discute ses théories avec d'autres correspondants (à Mersenne, 30 mai 1643, à Huyghens 31 janvier 1642, 24 mai 1643, 26 juin 1643).
Grandami entretient une correspondance avec divers savants au sujet du magnétisme, et notamment avec Athanasius Kircher, et sert d'intermédiaire entre Etienne Noël, dont il fut un condisciple au collège de La Flèche dès 1610, et les milieux romains, notamment Niccolo Zucchi.

## Publications
- Nova demonstratio immobilitatis terrae petita ex virtuta magnetica, La Flèche, 1645.
- Le Parallèle des deux comètes qui ont paru les années 1664 et 1665, Paris, 1665.

## Sources
- Dan Arbib, Dictionnaire des philosophes français du XVIIe siècle, Paris, Honoré Champion, 2015, article Jacques Grandami.
- Martha R. Baldwin, « Magnetism and the anti-copernician polemic », Journal of History of Astronomy,1985, vol. 16, p. 155, 174.
- Antonella Romano, « Enseignement des mathématiques et de la philosophie naturelle au collège de Rouen », in J.M. Clero (ed.), Les Pascal à Rouen : 1640-1648, Rouen, 2001, p. 217—235.